# Snurråsen
Snurråsen är en tätort i Siljans kommun i Telemark fylke i södra Norge. Orten ligger vid sidan av fylkesväg 3288, på östra sidan av Siljanelva, norr om kommunens centralort Siljan. Söder om orten finns Siljans kyrka.